# Сторожевые корабли проекта 22500
Сторожевые корабли проекта 22500 — российские сторожевые корабли, разработанные АО «Северное ПКБ». Впервые модель корабля была представлена разработчикам на Международной выставке военно-морской техники Euronaval 2010 в Санкт-Петербурге.
Сторожевые корабли проекта 22500 предназначены для охраны кораблей, судов и коммуникаций от боевых кораблей и подводных лодок противника, отражения атак средств воздушного нападения как самостоятельно, так и в составе группы кораблей, поиска и уничтожения подводных лодок, огневой поддержки десанта, погранично-патрульной службы по охране территориальных вод и исключительной экономической зоны.

## Вооружение
Сторожевые корабли проекта 22500 могут оснащаться противокорабельным ракетным комплексом «Калибр-НКЭ»/ Club-N с двумя ПУ (8 ракет) или ракетным комплексом «Уран-Э» с двумя счетверенными пусковыми установками. Для противовоздушной обороны предназначены ЗРК «Клинок» или турельная установка «Гибка» и ПЗРК «Игла». Артиллерийское вооружение представлено 100-мм облегченной корабельной АУ А-190Э или 57-мм облегченной АУ А-220М, 30-мм автоматической установкой АК-630М или ЗАК «Пальма».